# SK Sturm Graz

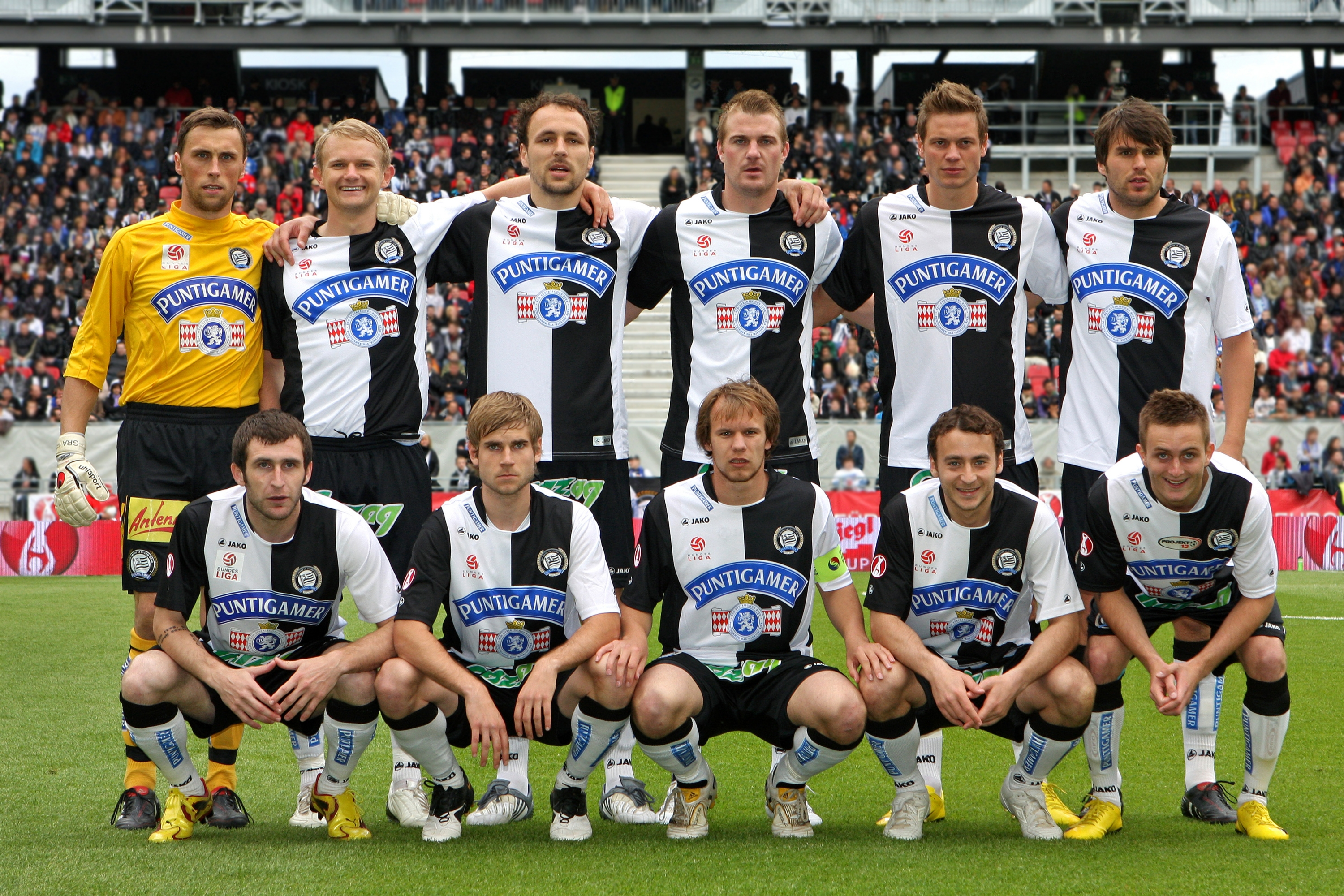
Drużyna w 2010 roku.

Sportklub Puntigamer Sturm Graz – austriacki klub piłkarski założony w 1909 roku w Grazu.

## Sukcesy
- Bundesliga

- mistrzostwo (5): 1997/1998, 1998/1999, 2010/2011, 2023/2024, 2024/2025
- wicemistrzostwo (7): 1980/1981, 1994/1995, 1995/1996, 1999/2000, 2001/2002, 2017/2018, 2021/2022, 2022/2023

- Puchar Austrii

- zwycięstwo (6): 1996, 1997, 1999, 2010, 2018, 2023
- finał (4): 1948, 1975, 1998, 2002

- Superpuchar  Austrii

- zwycięstwo (3): 1996, 1998, 1999
- finał  (2): 1997, 2002

- Liga Mistrzów (3 uczestnictwa w fazie grupowej): 1998/1999, 1999/2000, 2000/2001
- Puchar Intertoto

- zwycięstwo (1): 2008

## Obecny skład
Stan na 1 września 2023
| Nr | Poz. | Piłkarz                                 |
| -- | ---- | --------------------------------------- |
| 1  | BR   | Kjell Scherpen (wypożyczony z Brighton) |
| 2  | OB   | Max Johnston                            |
| 4  | OB   | Jon Gorenc Stanković                    |
| 5  | OB   | Gregory Wüthrich                        |
| 6  | OB   | Aleksandar Borković                     |
| 8  | PO   | Alexander Prass                         |
| 9  | NA   | Szymon Włodarczyk                       |
| 10 | PO   | Otar Kiteishvili                        |
| 11 | PO   | Manprit Sarkaria                        |
| 13 | NA   | Jakob Jantscher                         |
| 14 | PO   | Javi Serrano                            |
| 15 | NA   | William Bøving                          |
| 17 | NA   | Bryan Teixeira                          |

| Nr | Poz. | Piłkarz                                  |
| -- | ---- | ---------------------------------------- |
| 19 | NA   | Tomi Horvat                              |
| 20 | NA   | Seedy Jatta                              |
| 21 | PO   | Samuel Stückler                          |
| 22 | OB   | Jusuf Gazibegović                        |
| 24 | OB   | Dimitri Lavalée (wypożyczony z Mechelen) |
| 25 | PO   | Stefan Hierländer (kapitan)              |
| 28 | OB   | David Schnegg                            |
| 29 | NA   | Mohammed Fuseini                         |
| 31 | BR   | Luka Marić                               |
| 35 | OB   | Niklas Geyrhofer                         |
| 40 | BR   | Matteo Bignetti                          |
| 42 | OB   | David Affengruber                        |
| 44 | OB   | Amadou Dante                             |

## Trenerzy od 1946 roku
| - Leopold Kruschitz (1945–46) - Josef Molzer (1946–49) - Ludwig Durek (1950) - Franz Czernicky (1951–52) - Karl Decker (1952–54) - Janos Gerdov (1954) - Hans Gmeindl (1955) - Rudolf Strittich (1 lipca 1955 – 30 czerwca 1956) - Josef Blum (1956–58) - Ludwig Durek (1958–60) - János Szép (1960–61) - Otto Mühlbauer (1961) - August Rumpf (1961–62) - Lajos Lörinczy (1962–63) - August Rumpf (1963) - Rudolf Suchanek (1963–64) - Karl Adamek (1965–66) - Franz Fuchs (1966–67) - Karl Kowanz (1967) - Gerd Springer (1967–70) - János Szép (1970–71) - August Rumpf (1971) - Adolf Remy (1971–72) - Karl Schlechta (1972–77) - Günter Paulitsch (1977–80) | - Otto Barić (1 lipca 1980 – 30 czerwca 1982) - Gernot Fraydl (1 lipca 1982 – 9 kwietnia 1984) - Robert Pflug (10 kwietnia 1984 – 23 września 1984) - Hermann Stessl (24 września 1984 – 30 czerwca 1985) - Ivan Marković (1 lipca 1985 – 12 października 1985) - Franz Mikscha (13 października 1985 – 30 czerwca 1986) - Walter Ludescher (1 lipca 1986 – 24 września 1988) - Manfred Steiner (tymcz.) (września 24, 1988 – 31 października 1988) - } Otto Barić (1 października 1988 – 30 czerwca 1989) - August Starek (1 lipca 1989 – 1 listopada 1991) - Robert Pflug (1 listopada 1991 – 1 października 1992) - Ladislav Jurkemik (1 listopada 1992 – 30 czerwca 1993) - Milan Đuričić (1 lipca 1993 – 30 czerwca 1994) - Ivica Osim (1 czerwca 1994 – 14 września 14 2002) - Franco Foda (14 września 14 2002 – 31 maja 2003) - Gilbert Gress (1 lipca 2003 – 31 sierpnia 2003) - Mihailo Petrović (1 września 2003 – 31 maja 2006) - Franco Foda (1 lipca 2006 – 12 kwietnia 2012) - Thomas Kristl (tymcz.) (12 kwietnia 2012 – 31 maja 2012) - Peter Hyballa (1 czerwca 2012 – 22 kwietnia 2013) - Markus Schopp (tymcz.) (22 kwietnia 2013 – 3 czerwca 2013) - Darko Milanič (4 czerwca 2013 – 23 września 2014) - Günther Neukirchner (tymcz.) (23 września 2014 – 30 września 2014) - Franco Foda (30 września 2014 – 31 grudnia 2017) - Heiko Vogel (1 stycznia 2018 – 5 listopada 2018) |